# Michaeloplia elongata
Michaeloplia elongata är en skalbaggsart som beskrevs av Marc Lacroix 1997. Michaeloplia elongata ingår i släktet Michaeloplia och familjen Melolonthidae. Inga underarter finns listade i Catalogue of Life.